# 裏掘り

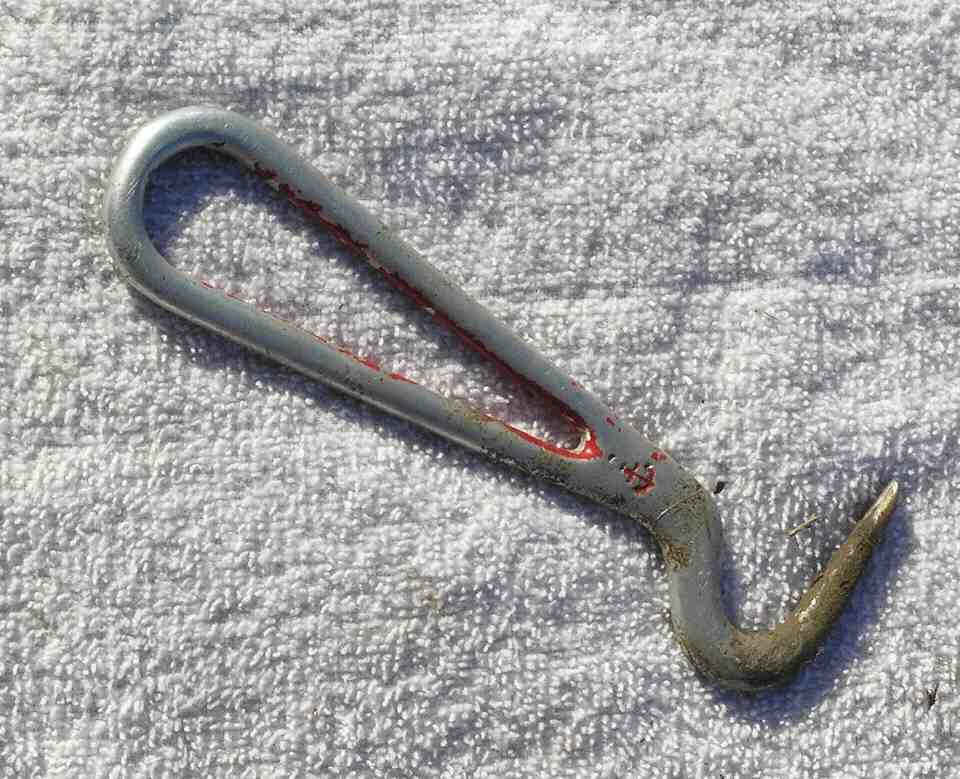
シンプルな鉄爪

裏掘り（うらほり）とは、馬の蹄の裏に詰まった藁、おがくず、泥、石、汚物などを掻き出す手入れ作業のこと。また、その作業に用いる道具である鉄爪（てっぴ）の別称でもある。「裏堀り」は誤字。

## 概要
鉄爪は、金属製のへら状であったり、かぎ状であったり、ブラシがついていたりする。
馬は、いったん肢を病んでしまうと致命傷になりかねないため、四肢の蹄を清潔に保つために行う手入れである。
蹄鉄と蹄の隙間や蹄の溝（蹄叉側溝）に、敷き藁などが詰まったままにしておくと、蹄の角質が腐敗する蹄叉腐乱を招く。また、異物を踏んだ刺し傷である踏創や、蹄に裂け目の入る裂蹄がないかの確認、蹄葉炎等の蹄が帯熱する病気の早期発見、怪我や過労を示唆する球節等の肢の関節の帯熱や外傷の発見、蹄鉄の状態確認のためにも有益な作業である。
裏掘りは、1日に2度、朝の馬房掃除の際または騎乗前と、騎乗後とに行うのが望ましい。手入れは概ね以下の手順で行われる：
1. 馬体の側面に尾の方を向いて立ち、肩を馬体に当てて作業者の存在を示す。
2. 前肢は前膝、後肢は飛節の辺りから、管[2]、球節をなでおろして、繋[3]をつかむ。前肢は肢の後方から、後肢は肢の前方から手を回す。
3. 肩で馬体を押し、肢を上げるよう求める。
4. 鉄爪を使って、蹄の裏（特に蹄鉄の隙間や蹄叉側溝）に詰まった土や汚物を取り除く。鉄爪は、蹄の後ろから前へ使う方が、蹄叉を傷つけにくい。
5. 蹄を水洗いすることは、より清潔になるだけでなく、水分補給（水分不足は裂蹄を招く）に役立つ。
6. 日に1度程度、蹄油を塗る。乾燥防止と、逆に湿った馬房の敷き藁や地面からの過剰な水分吸収の防止に役立つ。